# Берзиньш, Андрис (актёр)
Андрис Берзиньш (род. 26 августа 1952 года, латыш. Andris Bērziņš) — советский и латвийский актёр театра и кино.

## Биография
Родился 26 августа 1952 года в Лигатне, Цесисский район Латвии, в рабочей семье. Учился в 1-й Цесисской средней школе (1970), окончил театральный факультет Латвийской государственной консерватории им. Я. Витола (1977, театр Дайлес, 6-я студия) и режиссёрское отделение факультета культуры и искусства (1986). Актёр театра Дайлес (1977—1990). С 1976 снимался в фильмах Рижской киностудии.
В начале актёрской карьеры в театре и кино играл роли бунтарей и нигилистов. У молодёжной аудитории конца 1970-х годов пользовался большим успехом спектакль современного латышского драматурга Гунара Приеде «Приходи на лестницу играть» (1977,«Nāc uz manām trepēm spēlēties»), где А. Берзиньш сыграл главного героя — музыканта Цезарса.

## Фильмография
- 1976 — Эта опасная дверь на балкон — Эрик
- 1977 — Мужчина в расцвете лет — Тенис
- 1978 — Весенняя путёвка — Артур
- 1979 — Ждите «Джона Графтона» — Мартиньш
- 1980 — Пожелай мне нелётной погоды — Имантс
- 1983 — Каменистый путь — Эрик
- 1983 — Мираж — эпизод
- 1984 — Когда сдают тормоза — Кирсис
- 1984 — Нужна солистка — Анджа
- 1986 — Страх — Вилнис
- 1987 — Айя — Юрис
- 2000 — Мистерия старой управы — Лаймонис